# Zach Gentry
Zach Gentry (Albuquerque, 10 settembre 1996) è un giocatore di football americano statunitense che milita nel ruolo di tight end e che è free agent.

## Carriera professionistica

### Pittsburgh Steelers
Gentry giocò a football al college dal 2015 al 2018 per Michigan.  Fu scelto nel corso del quinto giro (141º assoluto) del Draft NFL 2019 dai Pittsburgh Steelers. Il 9 maggio 2019 firmò il suo contratto da rookie, un accordo quadriennale da 2,86 milioni di dollari.
Debuttò come professionista subentrando nella gara del terzo turno contro i San Francisco 49ers senza fare registrare alcuna ricezione. Nella gara del quindicesimo turno contro i Buffalo Bills fece la sua prima ricezione da professionista. La sua prima stagione si chiuse con una ricezione da 4 yard in 4 partite, nessuna delle quali come titolare.
Nella stagione successiva Gentry non trovò molto spazio, venendo poi inserito in lista riserve/infortunati il 24 novembre 2020 dopo un infortunio al ginocchio sofferto nella gara dell'undicesimo turno. Terminó l'annata con due presenze senza effettuare ricezioni.
Nel 2021 giocó tutte le 17 gare della stagione regolare, di cui 12 da titolare, collezionando 19 ricezioni per 167 yard. Nella partita del turno delle Wild card dei playoff contro i Kansas City Chiefs fece quattro ricezioni nel drive finale della gara, tra le quali anche quella sull'ultimo passaggio lanciato da professionista di Ben Roethlisberger.
Anche nella stagione 2022 giocò tutte le 17 partite, 13 da titolare, con 19 ricezioni per 132 yard.
Il 4 aprile 2023 rifirmò con gli Steelers un contratto annuale da 1,4 milioni di dollari. Gentry non rientrò nel roster attivo iniziale per la nuova stagione e il 29 agosto 2023 fu svincolato.

### Cincinnati Bengals
Il 5 settembre 2023 Gentry firmò con la squadra di allenamento dei Cincinnati Bengals.

### Las Vegas Raiders
Il 27 dicembre 2023 Gentry lasciò la squadra di allenamento dei Bengals per firmare con il roster attivo dei Las Vegas Raiders. Scese in campo per l'ultima partita della stagione regolare contro i Denver Broncos.
Prima dell'avvio della stagione 2024 non rientrò nel roster attivo iniziale dei Raiders e il 27 agosto 2024 fu svincolato.